# Кацусіка Хокусай

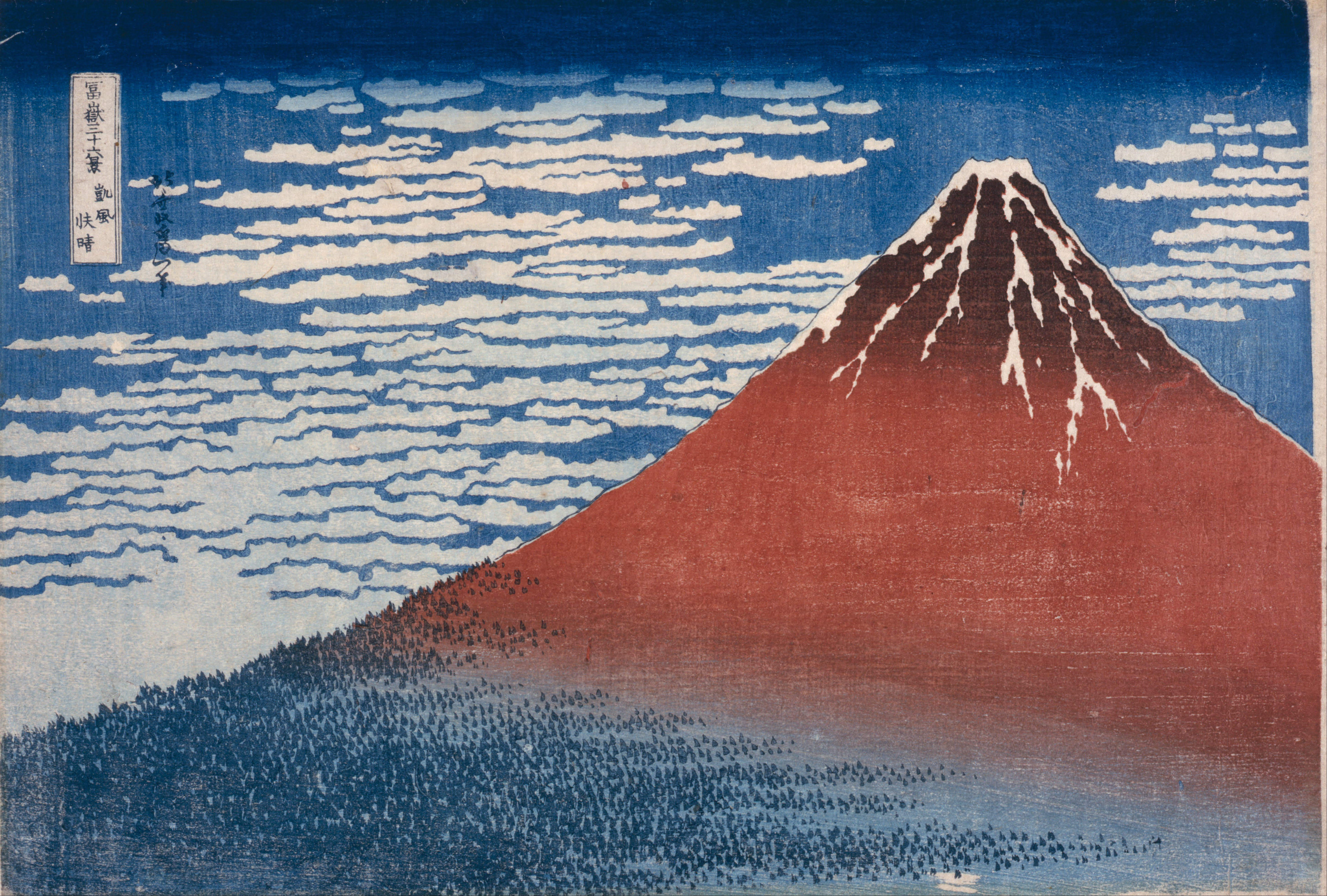
«Ніжний вітер, чудова погода» — картина червоної гори Фуджі восени (Збірка «36 пейзажів Фуджі»)

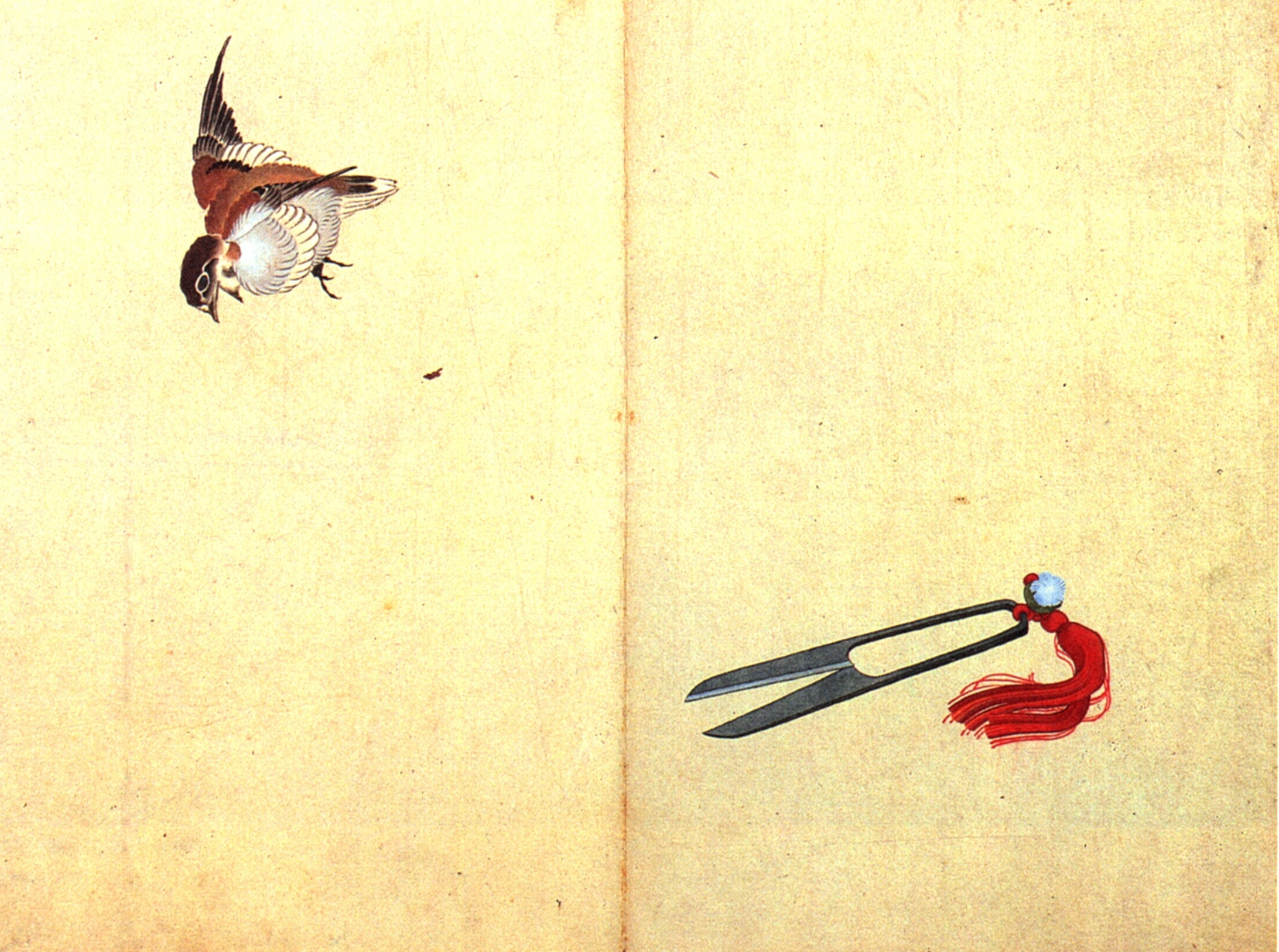
«Ножиці і горобець»

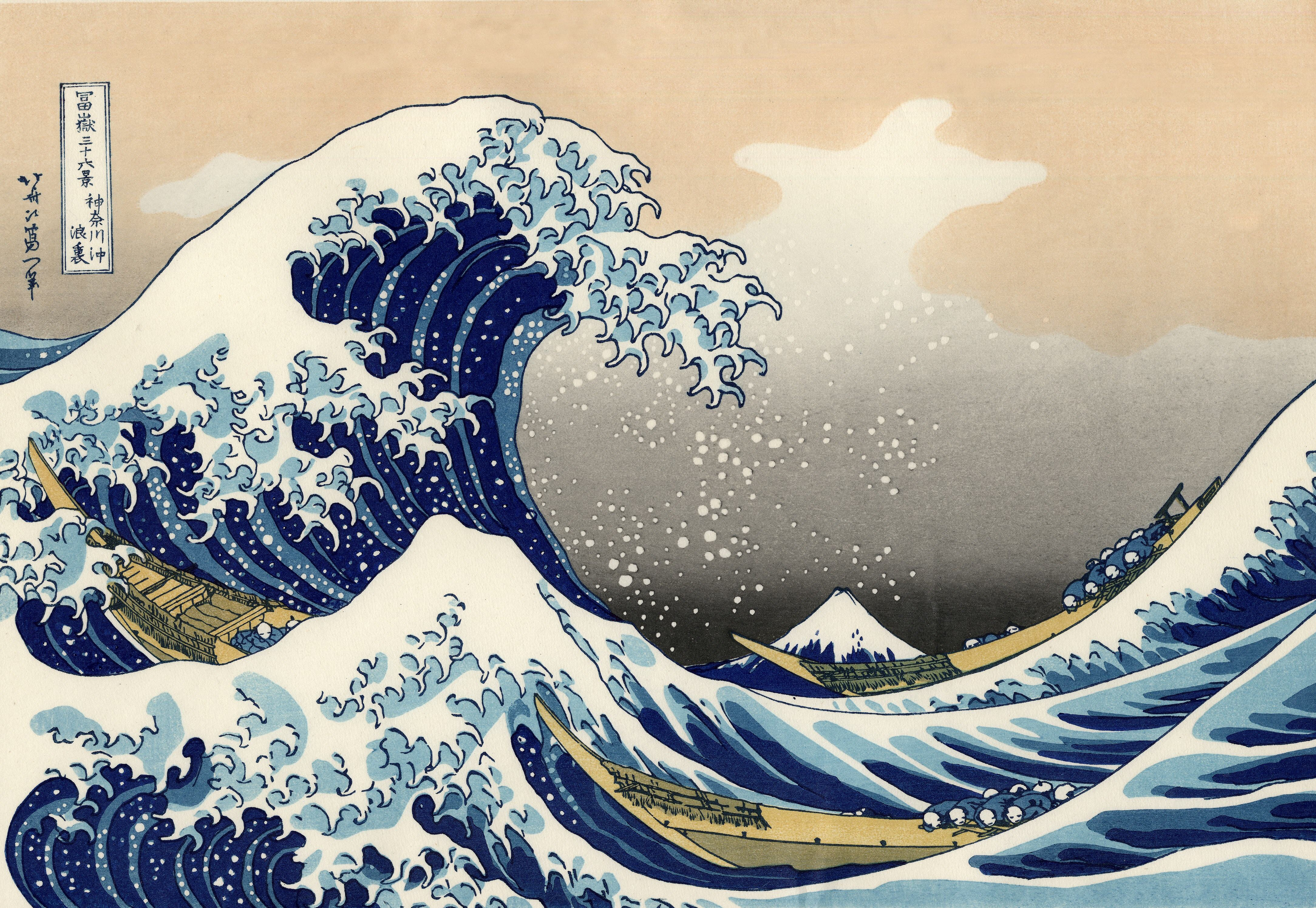
«Велика хвиля в Канаґава»

Кацушіка Хокусай за актуальнішою траслітерацією (яп. 葛飾 北斎; Katsushika Hokusai; 31 жовтня 1760 — 10 травня 1849) — японський художник та ілюстратор, майстер укійо-е. Один із найвідоміших митців домодерного японського мистецтва.
За своє життя Хокусай використовував не менше тридцяти псевдонімів. Незважаючи на те, що використання псевдонімів було звичайною практикою у японських художників того часу, за кількістю псевдонімів він істотно перевершує інших великих авторів. Псевдоніми Хокусая нерідко використовуються для періодизації етапів його творчості.
У 1814 створив першу серію робіт, яку він назвав «манга». Відтоді ця назва використовується на позначення японських коміксів. На Заході Хокусай відомий передусім картиною Під хвилею Канаґавського моря.

## Біографія

### Дитинство
Точна дата народження художника невідома, за японською системою літочислення це був 23-й день 9-го місяця 10-го року періоду Хорекі, тобто в жовтні-листопаді 1760 року. Серед конкретних дат дослідники називають 31 жовтня. Вважається, що Хокусай народився в районі Кацушіка в Едо (сучасний Токіо). Його справжнє ім'я було Токітаро, але протягом свого життя він творив під різними псевдонімами.
Вважається, що його батьком був Нікаджіма Ісе, що виготовляв дзеркала для шьоґуна. Хокусай не став спадкоємцем свого батька, тому його матір'ю швидше за все була конкубіна. За версією авторитетного дослідника творчості Хокусая Нарадзакі Мунешіґе, Нікаджіма Ісе був тільки названим батьком хлопчика, відданого йому в навчання. Справжнім його батьком Мунешіґе вважає селянина Кавамуру, який і віддав його Ісе у віці чотирьох-п'яти років. Це дозволяє зробити висновок, що сім'я Хокусая була з найбідніших і в батьків не було можливості самостійно виховати всіх дітей. Також можна припустити, що він не був старшим сином у сім'ї, оскільки на виховання в чужі сім'ї віддавали тільки молодших синів.
Почав малювати в шість років, можливо, навчаючись мистецтва в батька, чия робота над дзеркалами охоплювала їх розпис.
|                                                    | З шести років я став зображувати різні форми предметів. |
| — Хокусай. Із передмови до книги «100 видів Фуджі» |                                                         |

У 1770 році хлопець влаштовується в книгарню розносником книжок у район Йокомотьо. У цей період його звуть Тецудзо. Причини, через які він пішов із майстерні названого батька, залишаються невідомими. Вважається, що саме працюючи в книгарні Хокусай вчиться грамоти, зокрема й китайської мови. Наступний етап у житті художника — робота в майстерні гравера (приблизно з 1773 року), що, найпевніше, не було випадковістю. На той час припав розквіт гравюри в Японії, яка зажила великої популярності. Загалом цей час в Японії характеризується значним розвитком культурної сфери: театр, образотворче мистецтво, література освоюють нові методи, розробляються нові стилі. Відбувається сплеск у книгодрукуванні. У цьому яскраво проявляється властивий японській культурі синтетизм, коли окремі види мистецтва і ремесел тісно взаємопов'язані та впливають одне на одного: театр в Японії міцно пов'язаний не тільки з літературою, але й з музикою, окремим важливим жанром у гравюрі є створення портретів акторів, гравюра безпосередньо пов'язана з книгодрукуванням, створенням малюнків на тканинах, масово використовується в побуті при створенні вітальних листівок тощо.

## Початок шляху
У віці 18 років Хокусай вступив до школи Кацукави Шюнсе (1726–1792), відомого художника укійо-е, що уславився портретами акторів кабукі. У 1779 молодий митець зробив серію цілком впевнено скомпонованих театральних портретів.
Роботу й навчання Хокусая в майстерні відзначив її творець. Шюнсе благоволить працьовитому й акуратному учневі, який добре виконує складні замовлення. У загальній атмосфері незаперечної покірності та схиляння перед учителем, що панувала в майстерні, до Хокусая була особлива увага Шюнсе: учневі дозволено підписуватися як «Шюнро» — ім'ям, утвореним від імені вчителя («Шюн» — від Шюнсе, «ро» — від імені «кекури», яке раніше мав Шюнсе).
Хокусаї дозволено виступити із самостійними роботами, і першим його досвідом в 1784—1785 роках стають гравюри в жанрі якуся-е (один з видів театральної гравюри). Гравюри, переважно, належать до типу Хосо-е (вузькі поздовжні гравюри, з яких складалися диптихи та триптихи, що представляють одного актора). Відомі роботи Хокусая цього періоду, що зображують популярних акторів того часу Ічікавою Данджюро V, Сегаву Кікуджіро. Роботи відзначені безсумнівним впливом Шюнсе, однак до цього часу популярність Хокусая в жанрі якуся-е вже порівнянна з популярністю його вчителя. Тонкий смак, вміння передати, вхопити найважливіше, ретельне опрацювання творів — все це веде до появи власного стилю, який не може стримуватися рамками школи Кацугави.
У період Хокусай багато трудиться над ілюструванням книг. Здебільшого це популярна недорога продукція, так звана «кібещі» («книжки в жовтих обкладинках»). Багатство сюжетів цих видань вимагало від художника зображати як побутові сценки, присвячені життю городян, так і створювати малюнки з історії Японії та Китаю. В 1791 Хокусай був запрошений зробити кілька гравюр для видавця Цутая Джюдзабуро.
Після смерті Шюнсе в 1792 школу Кацукава очолив інший учень Шюнсе, Кацукава Сюн'ей (1762—1819). Приблизно в 1795—1796 Хокусай залишає будинок Кацугава. Точні причини цього не до кінця зрозумілі. Ясно, що вже цілком сформований художник, яким був Хокусай на той момент, обтяжувався роллю учня. Рамки школи були для нього тісні, і лише неймовірна критичність до власних здібностей не дозволяла Хокусаї визнати себе художником, що відбувся. Можливо, вплинув на це і підхід нових управителів школи, більше зацікавлених наживою, ніж творчістю. Окремі джерела посилаються на те, що зі школи Кацугава Хокусай був вигнаний за «зраду» — він шукає нових шляхів самовираження, вивчає мистецтво школи Кано, намагаючись використовувати прийоми живопису в китайському стилі.

## Власний шлях. Сурімоно і публічні виступи
1793–1794 роки стали переломними в кар'єрі Хокусая. Художник відмовився потурати смакам тодішньої публіки, яка вимагала звичайних робіт у жанрі укійо-е, і став виробляти свій власний стиль, запозичивши деякі прийоми японських шкіл живопису Рімпа й Тоса, а також застосувавши європейську перспективу.
У 1795 році вийшли його ілюстрації до поетичної антології «Кека Едо мурасакі». Між 1796 і 1799 роками Хокусай створив багато одиночних гравюр на альбомних аркушах. Останні називалися «сурімоно» і мали колосальний успіх. У результаті цього, інші художники відразу ж заходилися імітувати їх. Саме в 1796 році митець почав використовувати широко відомий псевдонім Хокусай. З 1798 року, він вже підписував гравюрні аркуші та художні роботи цим іменем. Твори, які виконувалися на замовлення, майстер підписував псевдонімом Тацумаса, ілюстрації для комерційних романів виходили під іменем Токітаро, а інші багатотиражні гравюри й ілюстрації до книг були підписані як Како або Соробеку. У 1800 році, у віці 41 року, художник став називати себе Ґакеджін Хокусай — «Хокусай-малювальник».
Хоча Хокусай жив дистанціюючись від суспільства, приблизно з цього часу, завоювавши певний авторитет, він часто демонстрував своє мистецтво на публіці. У 1804 на території одного храму Едо художник намалював зображення Бодхідхарми розміром 240 м². Між 1804 і 1813 роками Хокусай проілюстрував комічні повісті, так звані «еміхон», відомих авторів Кекутея Бакіна і Рютея Танехіко.

## Альбоми та серії. Усамітнення в Міура
З 1812 року почалася його тісна дружба з художником Бокусеном (1775–1824), у результаті чого між 1814 і 1834 роками у місті Наґоя вийшла серія ілюстрованих альбомів «Манґа Хокусая» («Веселі картинки Хокусая»). Знаменита серія пейзажних гравюр «36 пезажів гори Фуджі» (Фуґаку санджюроккей) була опублікована у 1831, а на початку 1830-х років Хокусай створив гравюри відомих водоспадів, мостів, птахів і примар, тобто ті роботи, за якими він відомий найбільше в наш час. Наприкінці 1834 року, безпосередньо перед виходом його серії «Фуґаку хяккей» («100 пейзажів гори Фуджі»), шедевра його книжкової гравюри, художник полишив Едо і впродовж року жив у робочому районі поблизу Ураґа на півострові Міура, південніше Едо.
У цей же час, у 1835 році, почала видаватися його остання, серйозна серія гравюр «Хякунін ішшю уба ґа етокі» — «Сто віршів у викладі няньки» (Ілюстрації до збірника «100 віршів 100 поетів»). Усього до цієї серії художник виконав 28 гравюр і 62 ескізи тушшю. Вихід серії ксилографій до поетичної антології «Хякунін ішшю» був перерваний після публікації 28 робіт. Випуск серії так і залишився незавершеним.

## Знову в Едо. Бідність
У 1836 році художник повернувся до Едо, коли місто було розгромлено місцевою біднотою, і йому довелося заробляти на їжу продажем власних картин. У 1839 у майстерні Хокусая трапилася пожежа, яка знищила всі ескізи та робочі матеріали. Після цього митець, як видно, малював зовсім небагато, і практично не випускав гравюр та книжкових ілюстрацій. Найвідомішим з його учнів, напевно, став Тотоя Хоккей (1780–1850), який ілюстрував книжки та «сурімоно».

## Смерть
Помер Хокусай у бідності, в оточенні своїх учнів. Розповідають, що перед смертю він вигукнув: «Якби я мав ще п'ять років життя, я б міг стати справжнім художником». Поховали митця у монастирі Сейкьо в Едо.

## Творчість

### Сурімоно
Сурімоно — вид традиційного японського мистецтва, кольорова ксилографія специфічного, цілком певного призначення — служити подарунком у середовищі японської міської інтелігенції. Приводом могло бути що завгодно: ювілей, народження сина, прихід пори цвітіння сакури, зміна прізвища, прийдешній Новий рік. Жанрова різноманітність сурімоно була дуже значною, мальовничий план творів міг стосуватися багатьох жанрів: зображення людей, тварин, кате (зображення квітів та птахів), «гір і вод» (пейзажів).

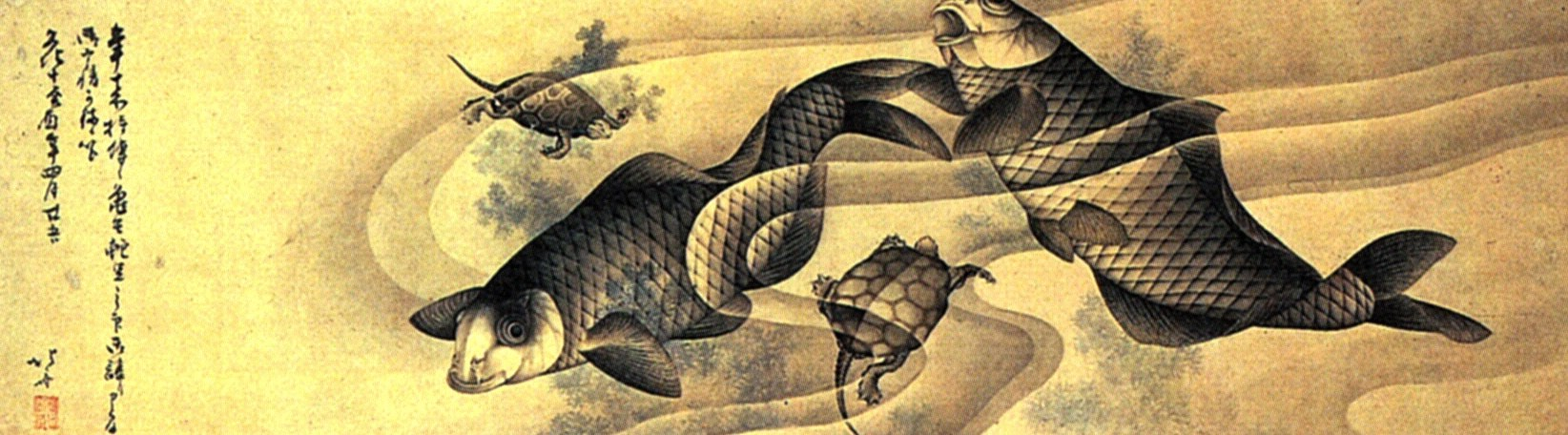
Коропи

Виникнувши в першій половині XVIII століття, сурімоно стають надзвичайно популярними в наступному столітті. Особливості кола поширення зумовили й відмінні властивості: у порівнянні з іншими гравюрами, сурімоно друкувалися на якіснішому папері та сам технологічний процес їх створення був складніший. Сурімоно, за своєю суттю, являє собою характерне для Японії привітання — послання, виражене за допомогою зображення, тексту (найчастіше у формі віршів), каліграфії. Невелике за розмірами, просте за змістом, це послання, при всьому цьому, могло бути надзвичайно складним за змістом. Створюваний образотворчими, віршованими та технічними засобами образ повинен був бути цілісним, органічно синтезуючи всі складові частини в єдине ціле. Саме ця синтетичність, що дозволяє проявити власні таланти, блиснути розумом, тонким смаком, явити у простоті вишуканість та глибину філософського підтексту, і цінувалася творцями сурімоно. Це і мистецтво, і гра — створення сурімоно стає однією з розваг, способом приємно провести час. Як і змагання у додаванні хайку або кеку, сурімоно стає частиною побуту містян, членів «поетичних клубів», вельми популярних в Едо.
Заслуга Хокусая в злеті популярності сурімоно безсумнівна, він робить його найважливішим з видів японської ксилографії. До нього в цьому напрямку створювали твори такі майстри як Тойхіро, Шюмман, Утамаро.
З певною умовністю можна виділити три етапи, пройдених Хокусай при створенні сурімоно: ранній етап — роботи, створені в 1783—1797 роках, етап 1797—1805 років, де художник тяжіє до традиційного стилю, і творчість після 1805, роки розквіту та створення власного неповторного стилю.
Ранній етап характерний створенням злегка подовжених сурімоно маленького розміру. Підписував їх автор іменами Могура Шюїро, Хякурін Сорі (іноді з додаванням Хішікава). До початку XIX століття Хокусай переходить до створення довгих горизонтальних сурімоно. Ці роботи часто підписуються ім'ям Гакеджін Хокусай. Незважаючи на те, що при їх створенні Хокусай орієнтувався на традиції, закладені попередниками, у нього виходить збагатити художні прийоми та закласти основи для майбутніх відкриттів. До цього періоду належать такі роботи як «Схід сонця», «Біля фонтану», «Жінка з тацею» та інші. Композиція сурімоно цього періоду зазвичай однотипна: праворуч розташовується група людей, а ліворуч зображається пейзаж.
Відрізняє роботи майстра від робіт інших відомих творців гравюр насамперед дивовижна увага до зображуваних речей, природи, навколишнього світу. Подібна увага насамперед відзначається тим, що кожна деталь збагачується власним змістом. Зображуючи на дальньому плані природу, Хокусай може раптом створити картину настільки природну, що вона перестає служити фоном, вона стає цінна сама по собі. І хоча це особливо властиво більш пізнім роботам художника, у творчості початку XIX століття вже можна відчути майбутню витонченість та багатство задумів.
Люди на суріномо Хокусая перш всього «живі», а не лише зображення. Показані на тлі пейзажу, вони активно з ним взаємодіють: прикривають рукою очі від сонця, вказують на хмари, вдивляються в безкраї простори, іноді навіть повернувшись спиною до глядача. Важливість внутрішньої суті явищ і дій, що показуються, зацікавленість деталями, природним чином приводять Хокусая до камерності сюжетів. На суріномо з'являється інтер'єр, що теж було не ново саме по собі (інтер'єри можна знайти, наприклад, у творчості Моронобу), але те, що художник прийшов до його відображення внаслідок власної внутрішньої роботи, а не бездушного наслідування, додає роботам Хокусая особливу інтимність. Попри те, що зображення інтер'єру не стало темою подальших творчих пошуків майстра, воно підготувало народження Хокусая як унікального, ні на кого не схожого творця, здатного створити новий, раніше невідомий тип сурімоно.

### Манга

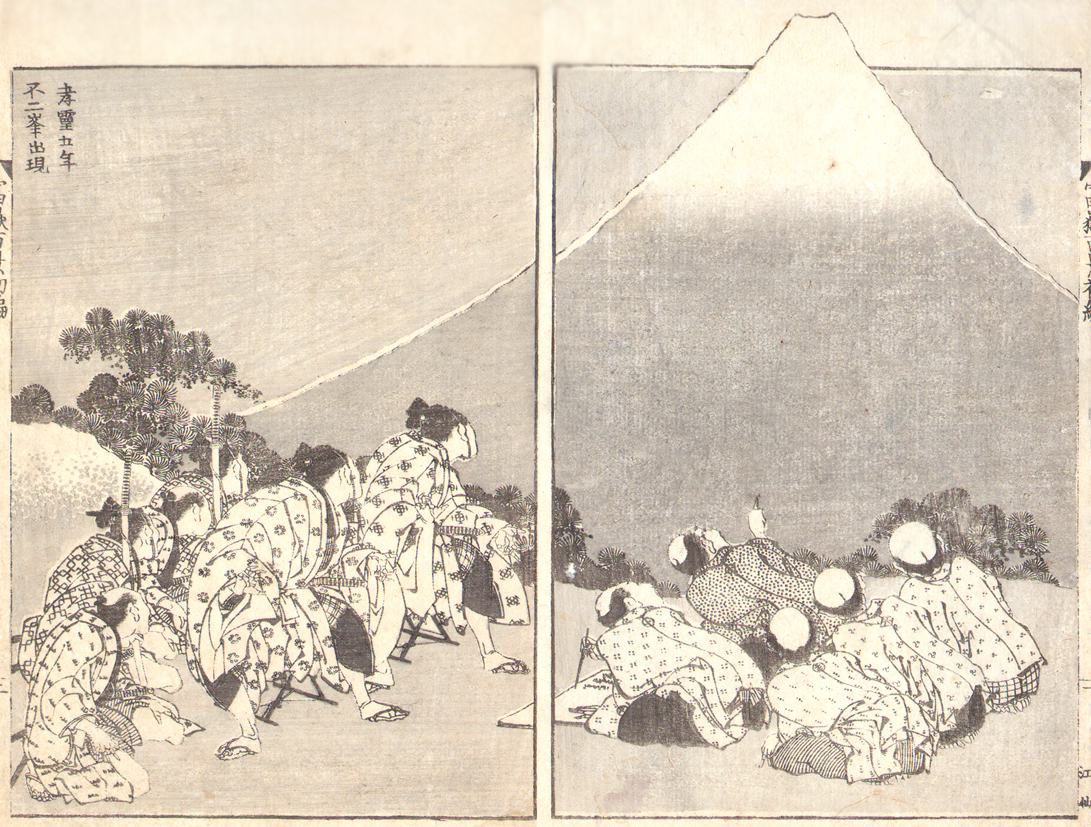
Споглядання гори Фуджі. 1814. Манґа.

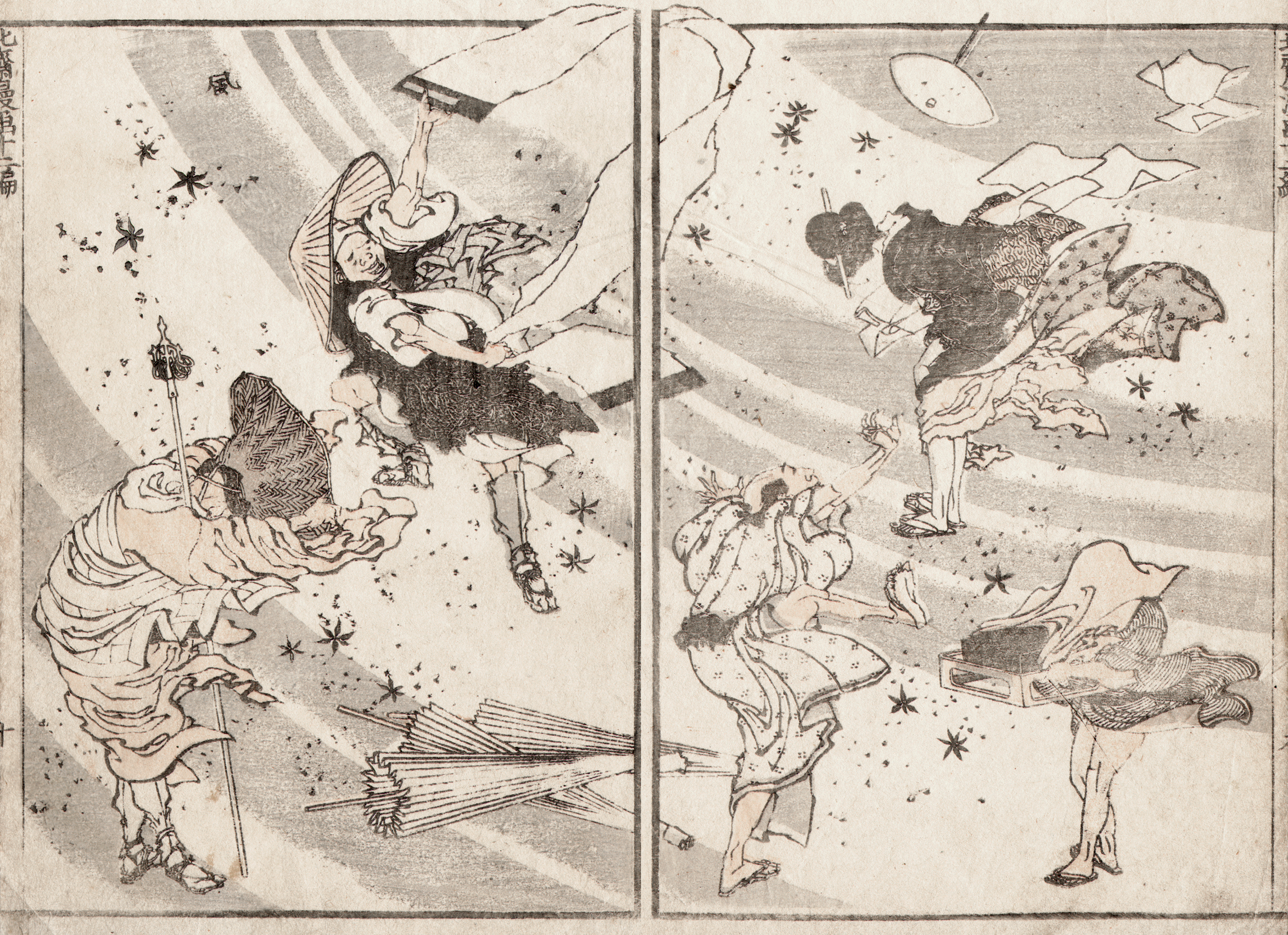
Вітер. 1820. Манґа.

«Манга» (яп. 北斎漫画, «Веселі картинки Хокусая») — одна з головних робіт у творчому спадку художника, створена ним у зеніті слави. Вона має великий об'єм та складність, надзвичайно багата матеріалом, «Манга» — відображння поглядів Хокусая на творчість, його філософію, розкриває секрети майстерності. «Манґа» має цінність не лише, як віха в житті Хокусая, але і як неоціненне джерело інформації про культуру та мистецтво Японії епохи пізнього феодалізму. «Манґу» Хокусая часто називають «Енциклопедією японського народу».
Матеріалом для першого випуску «Манґи» стали замальовки Хокусая, зроблені ним під час подорожі в район Кансай у 1812 році. Учні Хокусая — Кеккотей Бокусен, Хокуун і Хокутей, настільки вони були вражені побаченим, що вмовили вчителя видати їх окремою книгою.
Перше видання «Манґи» вийшло в 1814 році в Едо (видавець Какумаруя) та Нагоя (видавець Ейракуя). Підписане воно було іменем Тамекадзу, яким користувався Хокусай у 1812—1814 роках. Об'єм першого видання становив 54 сторінки. Всього за життя художника вийшло 12 видань, а після його смерті — ще 3.

## Вплив на мистецтво і культуру
Хокусай, як і японське мистецтво в цілому, справив істотний вплив на європейське мистецтво XIX століття: ар-нуво (югендстиль) і французький імпресіонізм. У характерних для югендстилю напружених і звивистих лініях, названих критиками «ударом батога» (нім. Peitschenhieb) помітно вплив мотивів Хокусая. Тематика гравюр Хокусая присутня в роботах Клода Моне і П'єра Огюста Ренуара.
На честь Хокусая названий кратер на Меркурії Хокусай, астероїд.
Біографічний фільм про художника вийшов в Японії 28 травня 2021 року. Прем'єра відбулася на 33-му Токійському міжнародному кінофестивалі.

## Галерея

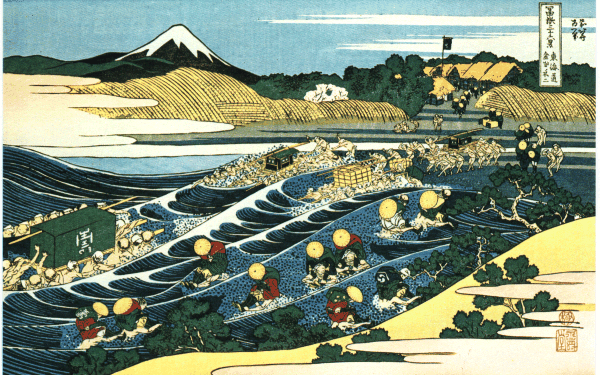
Пасажири перепливають річку Oi
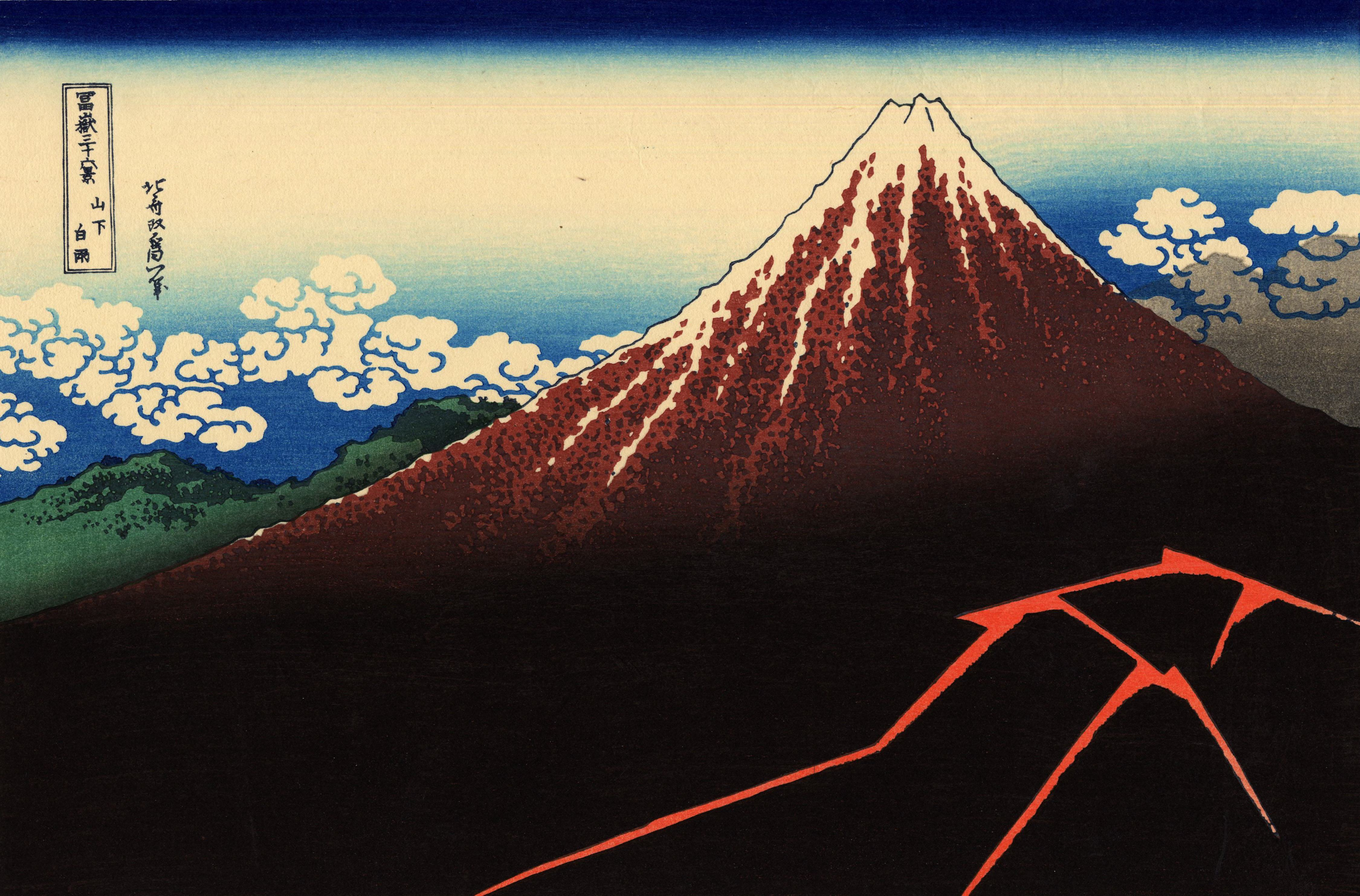
Блискавки нижче гори Фуджі
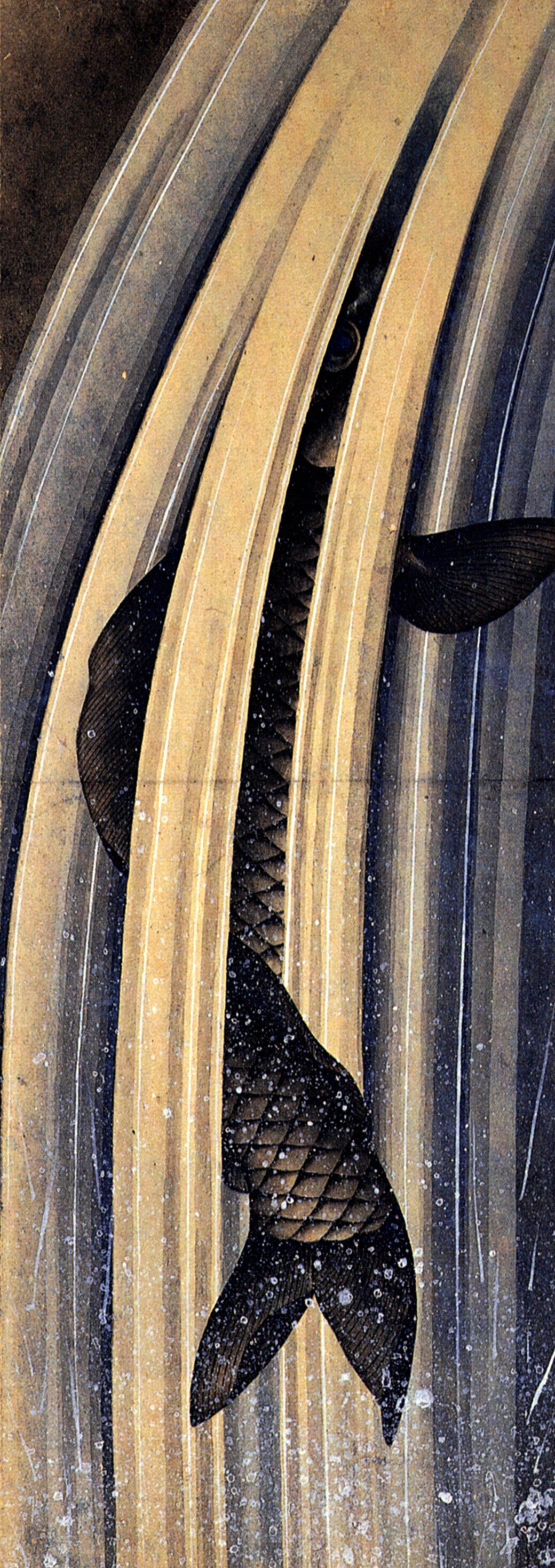
Короп у водоспаді
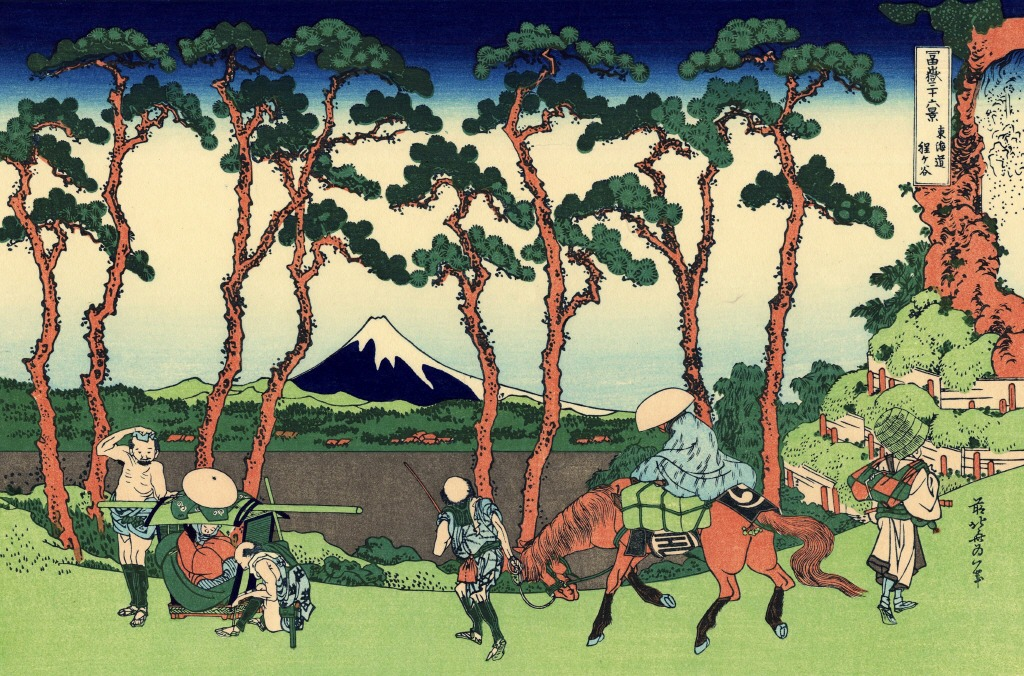
Ходогая на Східноморському шляху
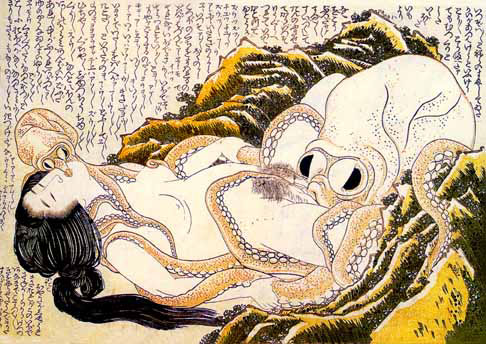
Сон дружини рибалки
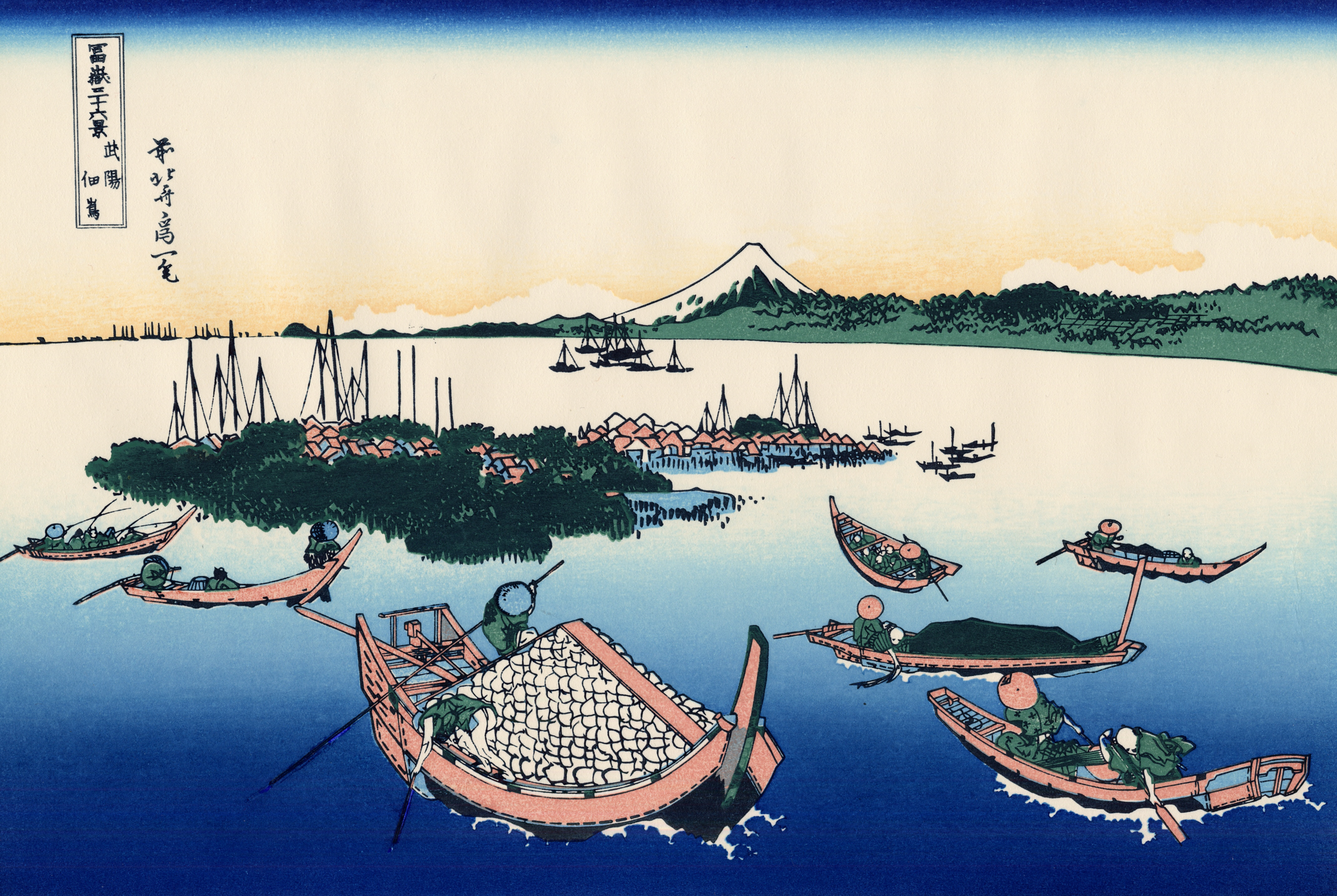
Остір Цукада у провінції Мусаші
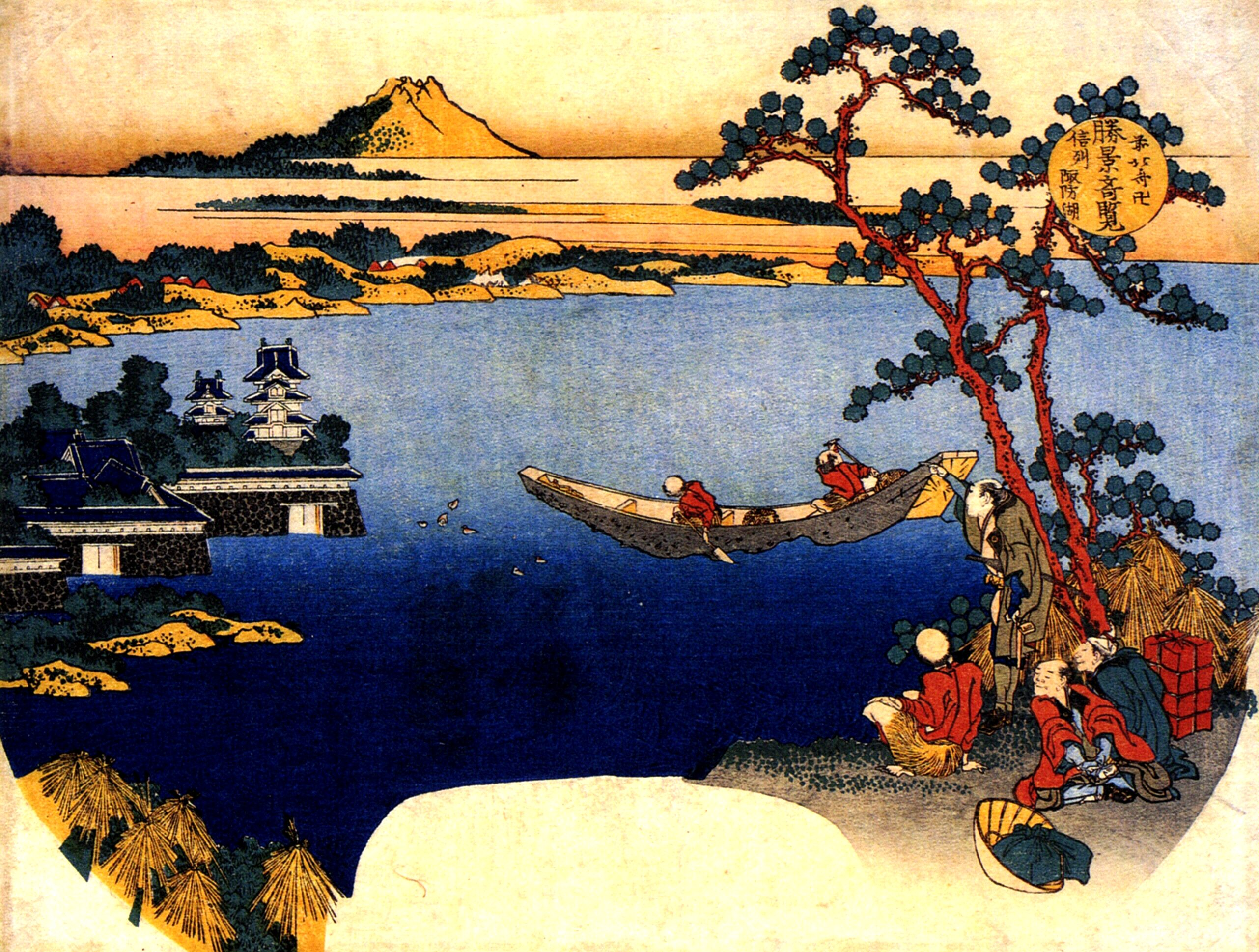
«Вид на озеро Сува»
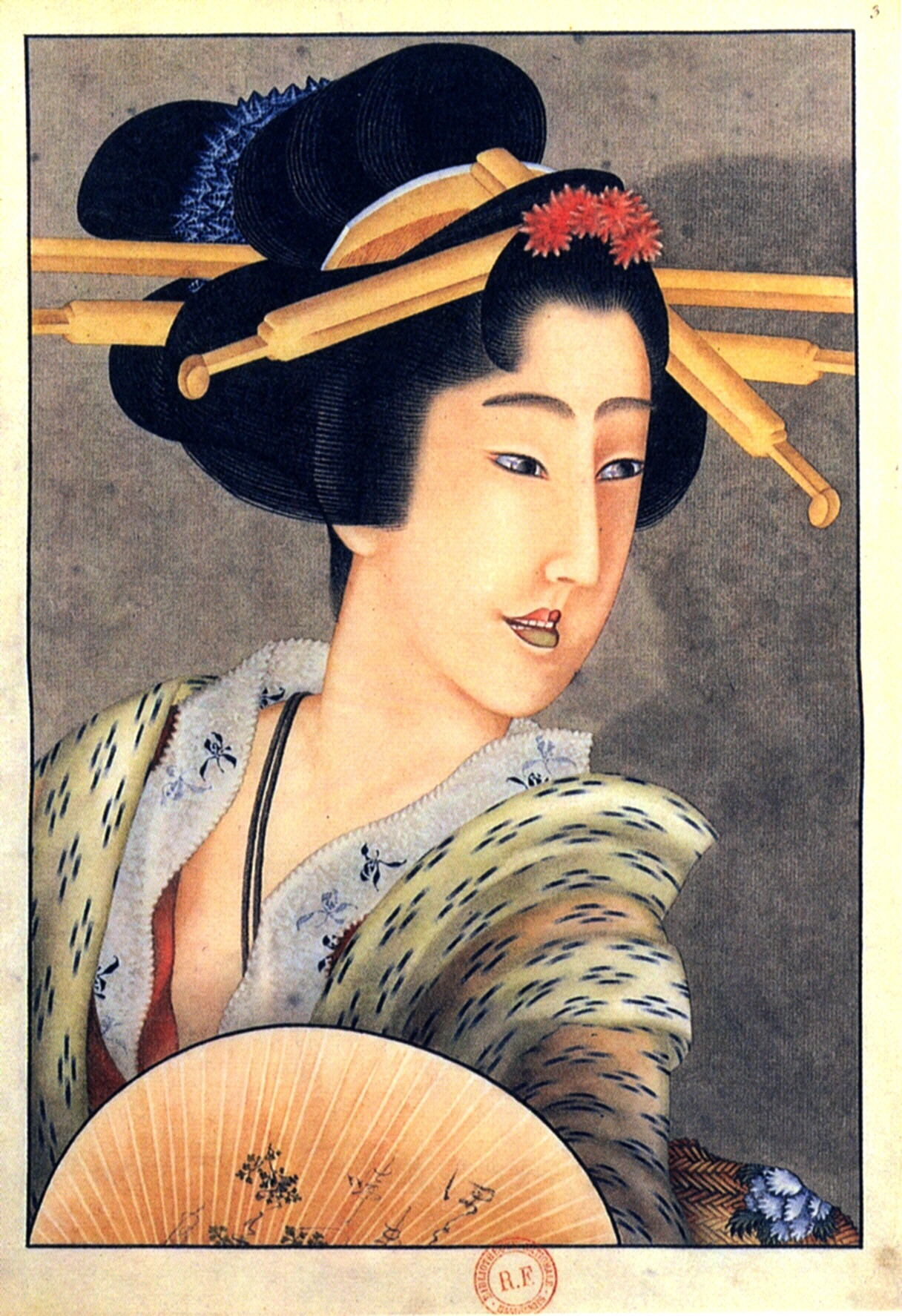
«Портрет жінки з віялом
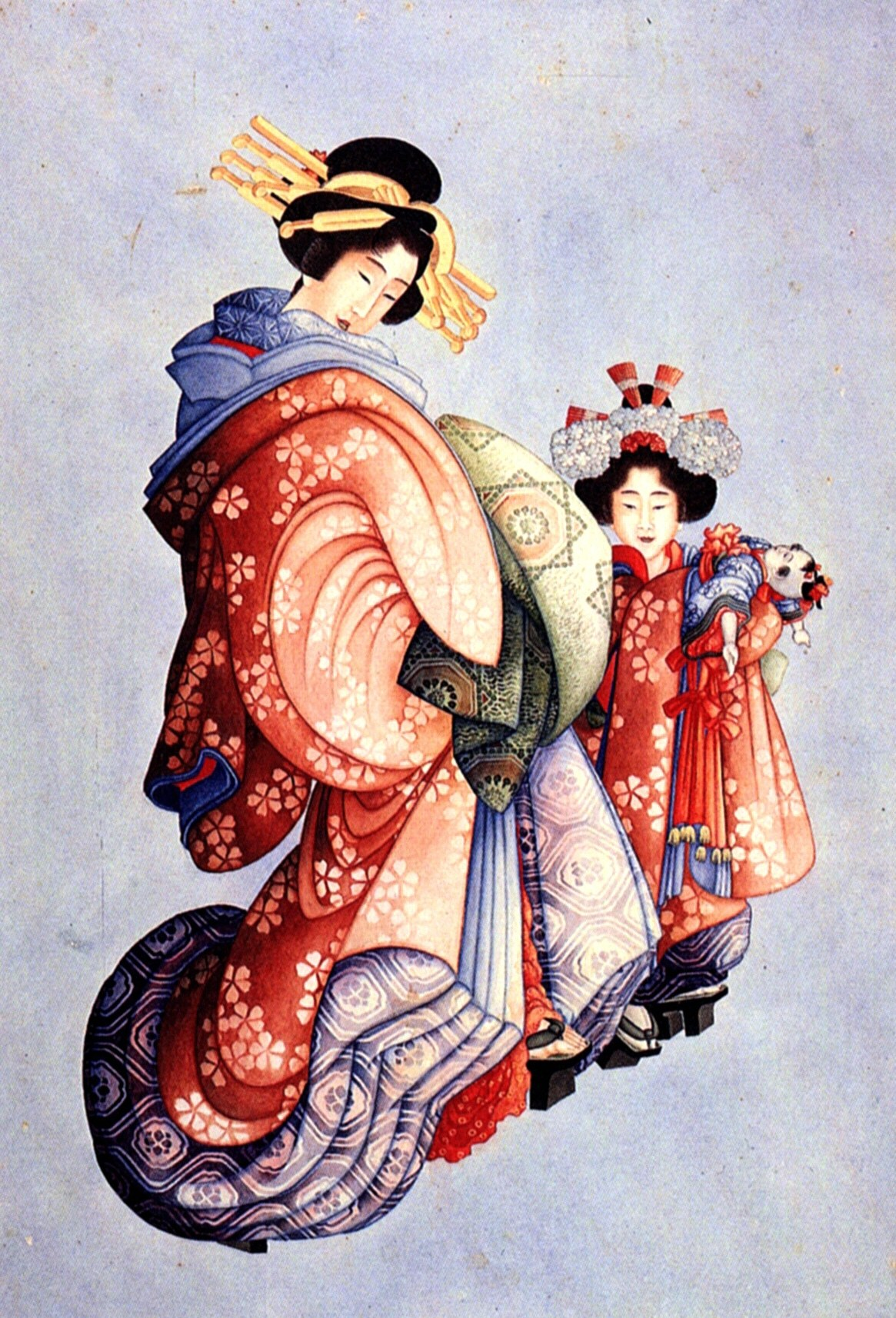
«Ойран і Камуро»